# Stazione di San Giuseppe di Cairo
Stazione di San Giuseppe di Cairo vasútállomás Olaszországban, Cairo Montenotte településen.

## Vasútvonalak
Az állomást az alábbi vasútvonalak érintik:
- Torino-Fossano-Savona-vasútvonal
- Alessandria–San Giuseppe di Cairo-vasútvonal

## Kapcsolódó állomások
A vasútállomáshoz az alábbi állomások vannak a legközelebb:
- Cosseria railway halt (Stazione di Torino Porta Nuova, Torino-Fossano-Savona-vasútvonal)
- Stazione di Bragno (Stazione di Savona, Torino-Fossano-Savona-vasútvonal)
- Carcare railway station (Stazione di Savona, Torino-Fossano-Savona-vasútvonal)
- Stazione di Cairo Montenotte (Stazione di Alessandria, Alessandria–San Giuseppe di Cairo-vasútvonal)